# Шандунски полуостров
Шандунският полуостров (на китайски: 山东半岛; на пинин: Shāndōng bàndǎo) е полуостров в Източен Китай, в провинция Шандун. На север, изток и юг се мие от водите на Жълто море, в което се вдава на 350 km. Бреговете му са силно разчленени от множество малки заливи и полуострови. Релефът е хълмист и нископланински с максимална височина връх Лаошан (1132 m). Планинските райони са покрити предимно с храстова растителност, а крайбрежието и междупланинските равнини са гъсто населени. Отглеждат се предимно пшеница, фъстъци, тютюн, овощия. Най-големите селища и важни пристанища са градовете Циндао (на южното крайбрежие), Янтай и Вейхай (на северното крайбрежие).